# Gorski
Gorski - Горский (rus) és un possiólok del krai de Krasnodar, a Rússia. Es troba a les terres baixes del Kuban-Azov. És a 10 km a l'oest de Tbilísskaia i a 89 km a l'est de Krasnodar.
Pertany a l'stanitsa de Tbilísskaia.